# Max Oppenheimer (Maler)

Max Oppenheimer: Bildnis A. Braun (1947)

Porträt Max Oppenheimers von Egon Schiele, 1910

Max Oppenheimer (genannt Mopp; * 1. Juli 1885 in Wien, Österreich-Ungarn; † 19. Mai 1954 in New York City) war ein österreichischer Maler.

## Leben

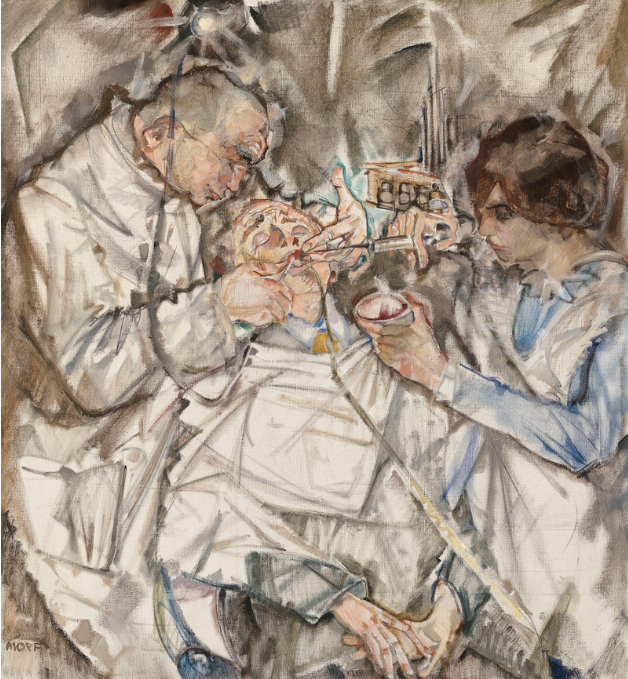
Der Zahnarzt (ca. 1926)

Max Oppenheimer war der Sohn des Journalisten und Redakteurs Ludwig Oppenheimer und der Bruder des Schriftstellers Friedrich Heydenau. Er war von 1900 bis 1903 Schüler der Akademie der bildenden Künste in Wien und von 1903 bis 1906 der Prager Kunstakademie. Im Jahr 1906 schloss er sich der Prager Gruppe „OSMA“ an, einer der ersten „Vereinigungen tschechischer Avantgardisten“.
1907 kehrte er nach Wien zurück, wo er 1908 und 1909 an der Kunstschau teilnahm. In Wien gehörte der anfangs von van Gogh beeinflusste Oppenheimer zunächst zum Kreis des „Wiener Expressionismus“, stilistisch beeinflusst von Oskar Kokoschka, Egon Schiele und Albert Paris Gütersloh. Von 1911 bis 1915 war Oppenheimer in Berlin tätig, nahm kubistische Elemente in seine Malerei auf und arbeitete an der Zeitschrift Die Aktion mit. Während des Aufenthalts in der Schweiz (1915–1925) – er war 1916 Mitbegründer des Cabaret Voltaire in Zürich – begann seine Auseinandersetzung mit der Musik (Musik und Malerei, 1919; Bildnisse von Musikern).

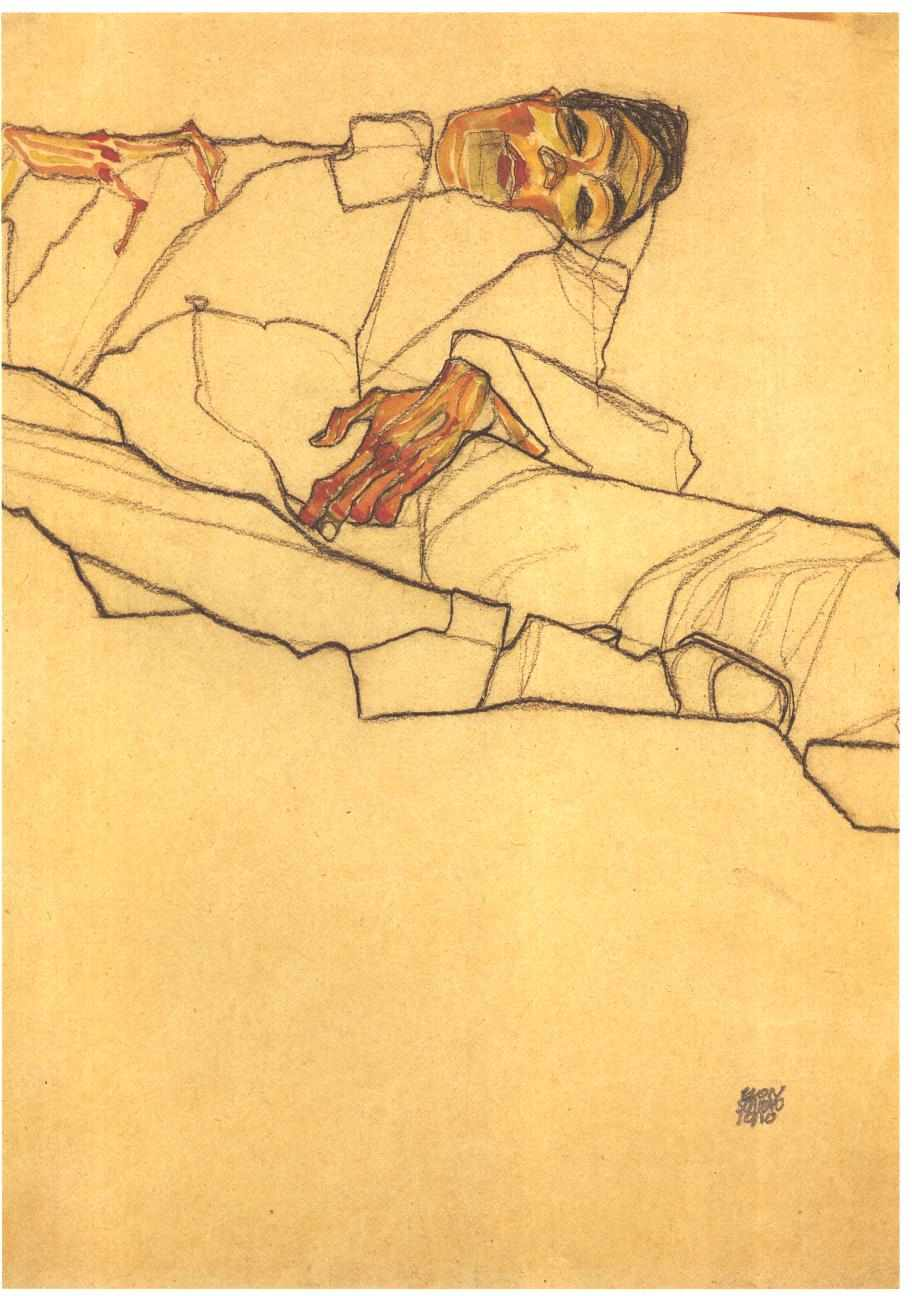
Liegender Max Oppenheimer, Egon Schiele (1910)

Danach wieder in Berlin, kehrte er 1931 nach Wien zurück. 1933 wird sein Werk im Rahmen der Verfolgungswelle nach dem Reichstagsbrand Opfer einer Diffamierungskampagne der SA. 1937 wurden in der Nazi-Aktion „Entartete Kunst“ nachweislich aus dem Stadtbesitz von Berlin, der Anhaltischen Gemäldegalerie Dessau, dem Kestner-Museum Hannover, der Ruhmeshalle Wuppertal-Barmen und der Städtischen Bildergalerie Wuppertal-Elberfeld zehn Werke Oppenheimers beschlagnahmt. Bis auf eines wurden alle zerstört.
In die Schweiz flüchtete er 1938, wo er bei Chiel Weissmann Unterschlupf fand. In Zürich – im Alter von 53 Jahren – veröffentlichte Oppenheimer im Verlag von Emil Oprecht seine Autobiografie Menschen finden ihren Maler.
1939 emigrierte er in die USA. 1940 stellte er in New York in der ursprünglich aus Berlin stammenden Nierendorf Gallery aus. Er verstarb 1954 in seiner kleinen Wohnung in Manhattan einsam an einem Herzinfarkt.

## Leistung
Oppenheimer schuf Porträts (unter anderem von Chiel Weissmann, Thomas und Heinrich Mann, Arnold Schönberg, Anton Webern, Tilla Durieux, Karl Marx, Gustav Böß), religiöse Kompositionen wie die Kreuzabnahme und Darstellungen aus dem zeitgenössischen Leben (u. a. Sport, Arztpraxis). Zu seinem grafischen Werk gehört unter anderem der Zyklus zu Heinrich Heines Ideen. Das Buch Le Grand (1914, 10 Radierungen). Sein 1923 vollendetes Monumentalbild Die Symphonie (Gustav Mahler dirigiert die Wiener Philharmoniker) erregte seinerzeit Aufsehen. Es existieren zwei Fassungen jenes Monumentalgemäldes, das Oppenheimer bereits 1923 unter dem Eindruck einer Hauptprobe des vierten Satzes von Gustav Mahlers 4. Symphonie unter dem Dirigenten Oskar Fried gemalt hatte, und zwar jener Passage, in der das Sopran-Solo aus „Des Knaben Wunderhorn“ einsetzt. Thomas Mann beschrieb das Gemälde 1926 in einem Essay im Berliner Tageblatt: „Ein modernes Orchester in voller Tätigkeit, geführt von einem Dirigenten, dessen brillen- und lippenscharfe Physiognomie in ihrer Willensekstase und religiösen Intelligenz an diejenige Gustav Mahlers erinnert. Sein vor byzantinischem Golde stehendes Profil, sein emporgeworfener Arm befehligen ein brausendes Tutti, das man hört, - wahrhaftig! Es drängt mich von der unglaublichen akustischen Wirkung des Bildes zu zeugen.“

## Werke

### 1937 als „entartet“  beschlagnahmte Werke
- Orska (Tafelbild; Verbleib unbekannt)
- Lange (Tafelbild)
- Redakteur (Tafelbild)
- Schwarze Katze (Tafelbild)
- Christi Höllenfahrt (Tafelbild, Öl, 153 × 83, 5 cm)
- Duo (Aquarell, 73,5 × 60 cm)
- Große Operation (Radierung, 17,5 × 14,7 cm, 1913; WV Papst 14)
- Anatomie (Lithografie, 19,7 × 19,2 cm), 1912
- Kreuzigung (Druckgrafik)
- Bildnis Cassirer (Druckgrafik)

### Weitere Werke (Auswahl)
- Egon Schiele (Wien Museum, Inv. Nr. 102.953), 1910, Öl auf Leinwand
- Ferruccio Busoni am Klavier, 1916, Staatliche Museen zu Berlin, Nationalgalerie
- Garten am Wannsee (Öl auf Leinwand, 72 × 97 cm; Berlinische Galerie)
- Bildnis Tilla Durieux (Wien, Leopold Museum, Inv. Nr. 443), um 1912, Öl auf Leinwand, 95,5 × 78,9 cm
- Weintraubs Syncopators / Jazzband, 1927, (Jüdisches Museum Berlin)[5]
- Gustav Mahler dirigiert die Wiener Philharmoniker (Wien, Österreichische Galerie Belvedere, Inv. Nr. Lg 813), 1935–40, Öl auf Holz, 302 × 155 cm
- Kolisch-Quartett, 1940, Öl auf Leinwand

## Schriften
- Menschen finden ihren Maler. Text, Bilder und Graphiken. Zürich: Oprecht, 1938